# Nam Naadu
Nam Naadu (pol. Nasz kraj) – indyjski film z 1969, w języku tamilskim, w reżyserii C.P. Jambulingama. Wskazuje się, iż zawiera wszystkie istotne cechy obrazów realizowanych przez twórców związanych z Drawidyjską Federacją Postępu (DMK). Ma wyraźnie moralizatorski wydźwięk, kończy się zwycięstwem bohatera pozytywnego nad siłami zła, jest przesycony polityką oraz tematyką społeczną. Zarówno w piosenkach filmowych, jak i w toku fabuły pojawiają się wielokrotnie odniesienia do założyciela DMK, C.N. Annaduraia, Gandhiego południowych Indii. Wielokrotnie przywoływany jest również sam Mahatma. Film kończy scena ślubu udzielanego zgodnie z tradycją ruchu szacunek dla siebie, z którego wywodzi się DMK.
Istotny z uwagi na sposób, w jaki prezentuje się w nim głównego bohatera, postać, w którą wcielił się M.G. Ramachandran (MGR). Jawi się on jako oddany swojej pracy, pełen poświęcenia urzędnik, niezwykle związany ze swoją rodziną. Jest przedstawiany jako wzór do naśladowania, broniący słabszych i ubogich, a przy tym jako człowiek wierny ideałom DMK. W pewnym momencie filmu nadaje się mu cechy boskie, co koresponduje z kultem jaki rozwinął się wokół MGR.

## Obsada
- M.G. Ramachandran
- Jayaram Jayalalitha
- R.S. Manohar
- Nagesh
- Pandari Bai
- Sridevi

Źródło:

## Piosenki filmowe
- Aadai Muzhudhum
- Nalla Perai
- Naan 7 Vayasilae
- Ninathathai Nadathiyae
- Vangaya Vatyarya

Twórcą ich tekstów był Vaali. Swoich głosów w playbacku użyczyli T.M. Soundararajan i P. Susheela oraz L.R. Eswari.